# ペーター・リヒター・ド・ランゲニアー
ペーター・リヒター・ド・ランゲニアー（Peter Richter de Rangenier, 1930年3月25日 - ）は、チェコ出身の指揮者、作曲家。
プラハ出身。6歳の時にリューベックに移住し、1950年に地元の人文主義ギムナジウムを卒業してデトモルトの北西ドイツ音楽学校に進学した。音楽学校に進学時より作曲活動を行っており、1952年にはリューベック室内管弦楽団を組織して指揮活動も行った。また、ハンブルク音楽大学やザルツブルクのモーツァルテウム音楽院にも通い、ヴィルヘルム・マーラー、ヴォルフガング・フォルトナー、フィリップ・ヤルナッハの各氏に作曲、クルト・トーマス、オイゲン・パプスト、ハンス・シュミット＝イッセルシュテットの各氏に指揮法、ハンス・リヒター＝ハーザーにピアノ、フリッツ・フースにホルン、ミヒャエル・シュナイダーにオルガンをそれぞれ師事した。1954年に音楽修行を終えるとハーゲン歌劇場の練習指揮者となり、1957年からヴッパータール歌劇場の楽長となった。1960年から1965年までテアター・デス・ヴェステンスの音楽監督を務めたが、その任期中にルツェルン音楽祭の指揮講習会でラファエル・クーベリックの指導を受け、またハンブルク国立歌劇場やケルン放送など、ドイツ各地の歌劇場やオーケストラに客演を重ねた。1966年から1974年までホーフ交響楽団の首席指揮者を務めるとともに、クーベリックの助手としてバイエルン放送交響楽団の首席客演指揮者も兼任した。1977年から1981年までチリ大学の音楽学部で指揮法を教え、南米各地のオーケストラに客演。1981年に帰国後は、ウィーン国立音楽大学で作曲を教える。